# 東内マリ子
東内 マリ子（ひがしうち マリこ、1989年12月23日 - ）は、日本の女性声優。東京都出身。ヴィムス所属。

## 略歴
『ルパン三世』が好きで、ルパン三世役の山田康雄に憧れて声優を目指した。自由自在なテンポでの芝居が素晴らしいと感じ、日本大学芸術学部に入学。自身が演じてみたいキャラクターは全て男性役であったことから、声優なら男性役を演じることができるのかと思ったという。また、同大学同学部出身に潘めぐみがいる。
当初は教員を目指しており、高等学校教師目標に教員免許（国語）を取得したが、その高校の教員免許取得中にヴィムスにスカウトされ、教員の道を捨て声優に進路を変更した。日本ナレーション演技研究所を経てヴィムスに所属した。
『NARUTO -ナルト- 疾風伝』で声優デビュー。その後、2014年放送の『のうりん』の金上虎於役が初めてオーディションに合格した作品となった。

## 人物
趣味として水戸黄門、特技として歌唱と剣道をそれぞれ挙げている。
猫を1匹飼っている。誕生日は家族と過ごす。

## 出演
太字はメインキャラクター。

### テレビアニメ
2011年
- NARUTO -ナルト- 疾風伝（2011年 - 2017年、ランド、マキ、ビー〈幼少・少年時代〉、うちはナオリ、タマオ、不知火ゲンマ〈幼少・少年期〉、千手板間〈少年期〉、うちはイズナ〈少年期〉、サナ、セン、香鱗の母、ハオリ、タイゾウ、カンナの母、ヒメユリ 他）

2014年
- オオカミ少女と黒王子（ショップ店員）
- 最近、妹のようすがちょっとおかしいんだが。（子供B、般若衆の女）
- 天体のメソッド（子供）
- のうりん（金上虎於〈マネー金上〉）

2015年
- 機動戦士ガンダム 鉄血のオルフェンズ（ハバ、オルガ・イツカ〈幼少期〉）
- GATE 自衛隊 彼の地にて、斯く戦えり（カメラマン）
- コメット・ルシファー（母、村人）
- 四月は君の嘘（男の子、観客）
- 下ネタという概念が存在しない退屈な世界（群れた布地の女A、群れた布地の女B）
- 食戟のソーマ（2015年 - 2019年、店員B、母親、西園和音、マダム） - 3シリーズ
- 銃皇無尽のファフニール（マイカ・スチュアート）
- ノラガミ ARAGOTO（靫巴）
- VALKYRIE DRIVE -MERMAID-（不良）
- ヘヴィーオブジェクト（淑女）
- 落第騎士の英雄譚（新宮寺黒乃）

2016年
- アクティヴレイド -機動強襲室第八係-（区長、新宿署署長）
- うたの☆プリンスさまっ♪ マジLOVEレジェンドスター（親戚の女性B）
- Occultic;Nine -オカルティック・ナイン-（女性）
- おしえて! ギャル子ちゃん（体育教師、映画の声）
- 斉木楠雄のΨ難（目良の弟、黒澤妃）
- ジョジョの奇妙な冒険 シリーズ（2016年 - 2018年、少年形兆、ジョルノの母親） - 2シリーズ
- Dimension W（仁）
- テイルズ オブ ゼスティリア ザ クロス（タオ）
- NORN9 ノルン+ノネット（同級生2）
- はんだくん（女子生徒B）
- 文豪ストレイドッグス（女性職員）
- ベイブレードバースト（小豆ベン）
- モブサイコ100（神室母）

2017年
- クズの本懐（小学生C）
- アイドル事変（母親）
- 幼女戦記（少年）
- BORUTO-ボルト- -NARUTO NEXT GENERATIONS-（2017年 - 2021年、糸井つる、母親、切符のおばあさん、文淡の母、観音寺スイカ 他）
- ID-0（秘書）
- ナイツ&マジック（アーキッド・オルター幼少期）
- 徒然チルドレン（飯島香奈の母、小松貴子）
- 血界戦線 & BEYOND（アニラ）
- いぬやしき（女子生徒、客）
- Just Because!（女子アナウンサー）

2018年
- 覇穹 封神演義（村の人々）
- 牙狼〈GARO〉-VANISHING LINE-（キャロル）
- Fate/EXTRA Last Encore（教師）
- 重神機パンドーラ（兵士、ジェイ〈少年〉）
- 鹿楓堂よついろ日和（お客さん）
- ガンダムビルドダイバーズ（ローズ）
- ハイスコアガール（藤田〈小学生〉）
- はたらく細胞（制御性T細胞3、未熟胸腺細胞1）
- アイドルマスター SideM 理由あってMini!（ママ）
- となりの吸血鬼さん（女生徒A）
- やがて君になる（園村菜月）

2019年
- ゾイドワイルド（レジスタンス）
- ピアノの森（オーブリー・タナス）
- 叛逆性ミリオンアーサー（カリーナ）
- ポチっと発明 ピカちんキット（プレイヤーE）
- フルーツバスケット（2019年 - 2020年、草摩潑春〈幼少期〉） - 2シリーズ
- 炎炎ノ消防隊（5thエンジェルス3）
- ダンジョンに出会いを求めるのは間違っているだろうかII（アマゾ娼婦、アマゾネス）
- けだまのゴンじろー（ゴリラ、メスゴリラ）
- Fairy gone フェアリーゴーン（ユルゲン・ドーン〈少年時代〉）
- 歌舞伎町シャーロック（2019年 - 2020年、ルーシー・モーンスタン）

2020年
- ソマリと森の神様（ハライソの村人）
- 白猫プロジェクト ZERO CHRONICLE（母親）
- 八男って、それはないでしょう!（マーリオン）
- グレイプニル（海斗〈小学生〉）
- ふしぎ駄菓子屋 銭天堂（宮木信也）
- 恋とプロデューサー〜EVOL×LOVE〜（黒服）
- 禍つヴァールハイト -ZUERST-（アリア）
- A3!（観客）

2021年
- ミュークルドリーミー（勇気）
- 究極進化したフルダイブRPGが現実よりもクソゲーだったら（女神）
- Vivy -Fluorite Eye's Song-（ケイティ）
- カードファイト!! ヴァンガード overDress（2021年 - 2024年、梶田シノブ） - 5シリーズ
- チート薬師のスローライフ〜異世界に作ろうドラッグストア〜（アナベル）
- 現実主義勇者の王国再建記（マルガリタ・ワンダー）
- ラブライブ!スーパースター!!

2022年
- オンエアできない!（おなべ、怜菜、現地住民女A、工藤P）
- 魔法使い黎明期（アムニル）
- 金装のヴェルメイユ〜崖っぷち魔術師は最強の厄災と魔法世界を突き進む〜（悪ガキ）
- 異世界おじさん（幼いライガ）

2023年
- ゴールデンカムイ（子供たち）
- 七つの魔剣が支配する（少年オルブライト）
- 冒険大陸 アニアキングダム（ダーク・フレイム〈子ども〉）
- カミエラビ（2023年 - 2024年） - 2シリーズ
- 新しい上司はど天然（幼少青山）

2024年
- リンカイ!（向日町京子）
- 烏は主を選ばない（子どもの一巳）
- ばいばい、アース（2024年 - 2025年、ミスト） - 2シリーズ
- ありふれた職業で世界最強 season 3（必滅のバルトフェルド）

2025年
- クラスの大嫌いな女子と結婚することになった。（ゲームボイス）
- キミとアイドルプリキュア♪（男の子、坂上るか、喫茶グリッターの客、メイ）
- Dr.STONE SCIENCE FUTURE（マヤ・ビッグス） - 2シリーズ
- 黒執事 -緑の魔女編-（オーガスタ）

### 劇場アニメ
- 心が叫びたがってるんだ。（2015年、岡田[30]）
- なぜ生きる 蓮如上人と吉崎炎上（2016年、了顕〈子供時代〉）
- モンスターストライク THE MOVIE はじまりの場所へ（2016年、ユウジ）
- バイオハザード: ヴェンデッタ（2017年）
- 文豪ストレイドッグス DEAD APPLE（2018年、女性職員）

### OVA
- 食戟のソーマ タクミの下町合戦（2016年、女性客）※コミックス第18巻DVD付き限定版
- ストライク・ザ・ブラッド II（2016年、ラダマン亭ズ店長）

### Webアニメ
- モンスターストライク（2016年 - 2018年、女性レポーター、クロッチ） - 2シリーズ
- A.I.C.O. Incarnation（2018年、アラート音声）
- 斉木楠雄のΨ難 Ψ始動編（2019年、運営、黒澤妃）
- ガンダムビルドダイバーズRe:RISE（2020年、ローズ）
- バトルスピリッツ ミラージュ（2021年 - 2022年、、CA、市民）

### ゲーム
2010年
- わグルま!（ニンジャ）

2012年
- うたの☆プリンスさまっ♪ Debut
- Dragon's Dogma

2014年
- JUDAS CODE（主人公〈女〉）

2015年
- 車なごコレクション（ランドクルーザー70）
- 初恋の歌

2016年
- エンドライド -X fragments-（スカーレット）
- クイズRPG 魔法使いと黒猫のウィズ（2016年 - 2019年、カルテロ・レナド、ターロス・バルダー）
- グランブルーファンタジー（2016年 - 2024年、四天王ディジー、アガーテ）
- ベイブレードバースト（小豆ベン）
- モンスターハンター ストーリーズ（シモーヌ）

2017年
- 天華百剣 -斬-（長篠一文字）
- メギド72（2017年 - 2023年、ボティス、セーレ）

2018年
- ベイブレードバースト バトルゼロ（小豆ベン）

2019年
- SDガンダム GGENERATION CROSSRAYS（オルガ〈幼年時〉）

2020年
- エンゲージソウルズ（レイジ）
- De: Lithe 〜忘却の真王と盟約の天使〜（ネロ）

2021年
- ラストピリオド -終わりなき螺旋の物語-（タリア）
- DCスーパーヒーローガールズ ティーンパワー（ライブワイヤー / レスリー・ウィリス）
- モンスターハンターストーリーズ2 〜破滅の翼〜（シモーヌ）
- ワールドフリッパー（ヴィルジア）

2022年
- LOST EPIC
- Apex Legends（ヴァンテージ）
- 機動戦士ガンダム 鉄血のオルフェンズG（オルガ〈幼年時〉）

2023年
- タワーオブスカイ（ヘリテイル）

2024年
- グランブルーファンタジー（アガーテ）
- ロマンシング サガ2 リベンジオブザセブン（ローズ、ミネルバ）

### ドラマCD
- BaricoドラマCD最終巻「サヨナラ四重奏―Good bye Quartet―」（2012年、男の子 / リポーター）
- ぼっちゃまは今日もイジられる（2019年、猫田）
- モブサイコ100 OVA「第一回霊とか相談所慰安旅行〜ココロ満たす癒しの旅〜（の裏側とか）」 （2019年、芹沢の母）

### デジタルコミック
- CARNELIAN BLOOD（2020年、アーデルハイト母[44]）

### 吹き替え

#### 映画
2013年
- テッド（子ども1）
- 私は王である!（スヨン〈イ・ハニ〉）

2014年
- バチカンで逢いましょう（マルコ）
- +1［プラスワン］

2015年
- エベレスト 3D（バブ・ウェザーズ）
- テッド2（看護師2）
- リターン・トゥ・アース 宇宙に囚われた1027日（ジャスティン）

2016年
- サウスポー（アンジェラ・リヴェラ〈ナオミ・ハリス〉）
- ソムニア -悪夢の少年-（ナタリー〈アナベス・ギッシュ〉）
- タイム・トゥ・ラン（クリス〈ジーナ・カラーノ〉）

2017年
- 王様のためのホログラム（キット・クレイ）
- トリプルX:再起動（アデル〈ルビー・ローズ〉）
- パージなナイト ブラックさん家の史上最悪の12時間（ジュニア）
- VR ミッション:25（シェリー〈モーフィッド・クラーク〉）
- ベイウォッチ（C.J.パーカー〈ケリー・ロールバッハ〉）
- マイティ・ソー バトルロイヤル（アナウンス女）
- トンネル 闇に鎖された男（セヒョン〈ペ・ドゥナ〉）

2018年
- アフターパーティー（ブレイジャ〈テヤーナ・テイラー〉）
- トレマーズ コールドヘル（リタ・シムズ〈タニア・ヴァン・グラーン〉）
- ワンダー 君は太陽（エイモス〈タイ・コンシリオ〉）

2019年
- グリーンブック（リン〈スハイラ・エル＝アーター〉）
- 劇場版 ドーラといっしょに大冒険（エレーナ〈エヴァ・ロンゴリア〉）

2020年
- ガラスの城の約束（ローリ・ウォールズ〈セーラ・スヌーク〉）

2021年
- ホワイト・クイーン 〜白薔薇の女王〜（マーガレット・ボーフォード〈アマンダ・ヘイル〉）
- モキシー 〜私たちのムーブメント〜（CJ〈ジョシー・トター〉）
- ファザーフッド（リジー・スワン）
- スイートガール
- ニルマル・プルジャ: 不可能を可能にした登山家（スチ）

2022年
- でっかくなっちゃった赤い子犬 僕はクリフォード（ジャーヴィス夫人〈ベア・アレン＝ブレイン〉）
- パイレーツ: 失われた王家の秘宝（ヘラン〈ハン・ヒョジュ〉）
- レジェンド・オブ・ドラゴン 鉄仮面と龍の秘宝（妖女〈マ・リー〉）
- モービウス
- ローマの休日（美女2）※日本テレビ版2
- キャメラを止めるな!（アシスタント〈成田結美〉）
- ボブという名の猫2 幸せのギフト（ビー）
- ガンパウダー・ミルクシェイク（スカーレット〈レナ・ヘディ〉）
- ソニック・ザ・ムービー/ソニック VS ナックルズ（GPS 女性声）
- バトル・クルーズ（ベラ・デントン〈ルビー・ローズ〉）

2023年
- バビロン（アイナ・コンラッド〈オリヴィア・ワイルド〉）
- パーフェクト・ファインド（カーリタ〈シェイナ・マクヘイル〉）
- REBEL MOON: パート1 炎の子（ハルマーダ〈ジェナ・マローン〉）

2024年
- アイズ・オン・ユー
- 残灰に（マシャエル〈アドワ・ファハド〉）
- プレイヤーズ: 本気の恋、始めます!
- ハンガー・ゲーム0
- 猿の惑星/キングダム
- バッドボーイズ RIDE OR DIE
- 落下の解剖学（ダニエル〈ミロ・マシャド・グラネール〉）

2025年
- F1/エフワン（モリー）

#### ドラマ
2009年
- プライベート・プラクティス 迷えるオトナたち（ナタリー）

2011年
- グレイズ・アナトミー7（リボ、ミゲル、ジャネット、エレイン、ダイアン）
- マット・ルブランの元気か〜い?ハリウッド!（マイラ）

2012年
- グレイズ・アナトミー8（ジャネット、ミッキー、ティア、フラン）
- PAN AM/パンナム（ミミ、トミー、ブラウス、母親、レナ）
- ブラザーズ&シスターズ5（ジェイニー、リーア、選手女1、フロント女、モナ）
- ボディ・オブ・プルーフ 死体の証言（サラ）
- ボディ・オブ・プルーフ2 死体の証言（ノア、エステラ、ジンクス、エリカ、フランシーン）

2016年
- THE FLASH/フラッシュ シーズン2（ケンドラ・ソーンダーズ / ホークガール〈シアラ・レネー〉）
- レジェンド・オブ・トゥモロー（ケンドラ・ソーンダーズ / ホークガール〈シアラ・レネー〉）

2017年
- GLOW: ゴージャス・レディ・オブ・レスリング（ルース〈アリソン・ブリー〉）

2019年
- イーヴィル: 超常現象捜査ファイル（ライラ〈スカイラー・グレー〉）
- ビバリーヒルズ再会白書（アナ）

2020年
- エイリアンシッター ギャビー・デュラン（オーブ）
- トレッドストーン（カーチャ、メーガン 他）

2021年
- 暗黒と神秘の骨（イネジュ・ゲーファ〈アミタ・スマン〉）
- リヴィエラ～隠された真実～
- ユーフォリア/EUPHORIA
- おくびょうねこな私たち（火曜学校の先生、ジュニパー先生）
- アカプルコ（ヒューゴ）
- カウボーイビバップ
- イエロージャケッツ（アキラ）

2022年
- ジャスティス 彼らの選択（ケレン）
- シャイニング・ガール
- 僕の失恋サバイバル術（マフェル）
- 気象庁の人々: 社内恋愛は予測不能?!（チン・ハギョン〈パク・ミニョン〉）
- オビ＝ワン・ケノービ（サリー〈マヤ・アースキン〉）
- シー・ハルク:ザ・アトーニー
- 出たとこ勝負!アドリブしまショー（レイチェル・ベネット〈スージー・バレット〉）
- ファーストレディ（マリア・オバマ〈レクシー・アンダーウッド〉）
- ザ・ステアケース -偽りだらけの真実-
- DEVILS～金融の悪魔～　シーズン2（ウー・ジー）
- ウ・ヨンウ弁護士は天才肌 #2（キム・ファヨン）
- ウィッチャー 血の起源

2023年
- アダマス 失われたダイヤ（ミス・リー〈ソ・ユリ〉）
- El Elegido －選ばれし者－（エレナ〈ソフィア・シスニエガ〉）
- キャット 〜私のママは首相〜（キャット〈カサンドラ・ヘルモット〉）
- ゴールデンスプーン（イ・スンア〈ムン・スンユ〉）
- デイナの恐竜図鑑 シーズン1 
- バカニアーズ（コンチータ〈アリーシャ・ボー〉）
- ビッグ・ドア・プライズ～人生の可能性、教えます（ウッズ）
- フロム -閉ざされた街-（ジャスミン〈モリー・ダンスワース〉）

2024年
- エリック（ラーヤ〈アレクシス・モルナル〉）
- ギャップ・ザ・シリーズ（ティー〈ナッニチャー･ウォラキティクン（Noey）〉）
- クルーエル・インテンションズ（シーシー・キャロウェイ〈サラ・シルバ〉）
- 三体（元首）
- ツイステッド・メタル シーズン1（女神様 他）
- ビリオネア・アイランド（トリーヌ〈ハンネ・S・レイタン〉）
- ヘリコプター・ハイスト：舞い降りた略奪者（アレクサンドラ〈ヴィク・C・ソンネ〉）
- 法執行人: バス・リーブス（ジェニー・リーブス〈ローレン・E・バンクス〉）
- ワイルドカード〜捜査バディは天才詐欺師!?〜

2025年
- ザ・スタジオ #4（オリヴィア・ワイルド）

#### アニメ
- スティーブン・ユニバース（2014年、ルビー）
- コウノトリ大作戦!（2016年、ウズラ）
- サマーキャンプ・アイランド（2019年、アリス[64]）
- DCスーパーヒーロー・ガールズ（2020年、ライブワイヤー / レスリー）
- アダムス・ファミリー（2020年、ケビンの友人[65]）
- 弱虫スクービーの大冒険（2020年、ディー・ディー・サイクス）
- ミラキュラス・ワールド/ニューヨーク ユナイテッド・ヒーローズ（2021年）
- キッド・カディ: Entergalactic（2022年）
- オッドボールズ #2（2022年、ジェナ）
- スクルージ:クリスマス・キャロル（2022年）
- ハムスターとグレーテル（2023年、フレッド）
- チキンラン: ナゲット大作戦（2023年、フリズル）
- タイニー・トゥーンズのハチャメチャ学園（2024年、シャーリー・ザ・ルーン）
- スパイダーマン:フレンドリー・ネイバーフッド（2025年、ユニコーン / ミラ・マザリク）

### ラジオ
※はインターネット配信。
- 岩田光央と東内マリ子の新番組（2015年、ラジオ大阪）
- 光央とちマのラジオ・ルノアール（2015年 - 2017年、ラジオ大阪）
- BOGAfamiglia -ボガファミリア-（2016年 - 2018年、アニメイトタイムズ※・ニコニコ動画※）[66]

### インターネットテレビ
- のうりんてぃーびぃー[67]

### オーディオブック
- 君の膵臓をたべたい（2016年、恭子[68]）
- クレシェンド 第四章 旅立ち（2019年[69]、ロミオ、男の子（寺田）[70]）

### その他コンテンツ
- 明治維新150年記念歴史アニメーション「徳川斉昭と弘道館物語〜学びが人を創り人が道をつくる〜」（2018年、水戸光[71]）

## ディスコグラフィ

### キャラクターソング
| 発売日         | 商品名                                             | 歌                                                                                          | 楽曲                     | 備考                                           |
| -------------- | -------------------------------------------------- | ------------------------------------------------------------------------------------------- | ------------------------ | ---------------------------------------------- |
| 2015年9月16日  | 心が叫びたがってるんだ。オリジナルサウンドトラック | 少女［仁藤菜月（雨宮天）］、街の人々                                                        | 「word word word」       | 劇場アニメ『心が叫びたがってるんだ。』劇中歌   |
| 2015年9月16日  | 心が叫びたがってるんだ。オリジナルサウンドトラック | 少女［仁藤菜月（雨宮天）］、王子［坂上拓実（内山昂輝）］、世界の人々                        | 「あなたの名前呼ぶよ」   | 劇場アニメ『心が叫びたがってるんだ。』劇中歌   |
| 2019年4月17日  | 百華繚乱                                           | 笹貫（小見川千明)、大般若長光（渡辺優里奈）、長篠一文字（東内マリ子） feat.八宵（白石晴香） | 「巫剣えれじぃ」         | ゲーム『天華百剣 -斬-』関連曲                  |
| 2021年10月13日 | 現実主義勇者の王国再建記 Blu-ray BOX 特典CD        | マルガリタ・ワンダー（東内マリ子）                                                          | 「ゴルドアの谷を越えて」 | テレビアニメ『現実主義勇者の王国再建記』挿入歌 |

### シリーズ一覧
1. ↑  第1期（2015年）、第2期『弐ノ皿』（2016年）、第4期『神ノ皿』（2019年）
2. ↑  3rd Season『ダイヤモンドは砕けない』（2016年）、4th Season『黄金の風』（2018年）
3. ↑  第1期『1st season』（2019年）、第2期『2nd season』（2020年）
4. ↑  Season1（2021年）、Season2（2021年）、続編『will+Dress』Season2（2023年）、続編『will+Dress』Season3（2023年）、続編『Divinez』（2024年）
5. ↑  シーズン1（2023年）、シーズン2完結編（2024年）
6. ↑  第1シーズン（2024年）、第2シーズン（2025年）
7. ↑  第1クール（2025年）、第2クール（2025年）

### ユニットメンバー
1. ↑  明田川慎二郎（柳田淳一）、石川朱美（諏訪彩花）、岩田晋一（手塚ヒロミチ）、岡田愛美（東内マリ子）、小田桐芭那（葉山いくみ）、北村よし子（加隈亜衣）、渋谷昭久（天﨑滉平）、清水亮（木島隆一）、高村香織（久保ユリカ）、栃倉千穂（前川涼子）、錦織拓哉（山下誠一郎）、福島竜二（石谷春貴）、三上聖名子（芳野由奈）、渡辺美沙（三宅麻理恵）
2. ↑  江田明日香（石上静香）、岩木寿則（古川慎）、石川朱美（諏訪彩花）、岡田愛美（東内マリ子）、小田桐芭那（葉山いくみ）、賀部成美（木村珠莉）、北村よし子（加隈亜衣）、渋谷昭久（天﨑滉平）、高村香織（久保ユリカ）、福島竜二（石谷春貴）